# Roman Vashchenko
Roman Vashchenko (né le 8 décembre 2000 à Bila Tserkva) est un gymnaste ukrainien.

## Carrière
Roman Vashchenko est médaillé d'or au concours par équipes aux Championnats d'Europe de gymnastique artistique masculine 2020 à Mersin.